# Serama
 (février 2010).
Si vous disposez d'ouvrages ou d'articles de référence ou si vous connaissez des sites web de qualité traitant du thème abordé ici, merci de compléter l'article en donnant les références utiles à sa vérifiabilité et en les liant à la section « Notes et références ».
La Serama est la plus petite race de poule domestique au monde,. Elle est originaire de Malaisie et est issue du croisement de diverses races naines et de races locales naines ; elle a été importée récemment aux États-Unis, où deux clubs tentent de fixer ses caractéristiques pour la faire enregistrer à l'American Poultry Association. Elle est reconnue en Europe depuis peu. Le standard européen demande des oreillons rouges, des pattes jaunes, éviter les hyper-types, et  24 variétés homologuées. En Malaisie, il n'y a pas de standard officiel et les couleurs sont peu importantes, c'est un travail de posture et de comportement qui est plutôt recherché.

## Description
La serama a une poitrine large, est courte sur pattes, avec des ailes presque verticales et un beau plumage vertical en queue.
Standard européen:
Masse : coq jusque 500g, poule jusque 425g.
Couleur de la coquille des œufs : beige à blanc crème.
Diamètres des bagues : coq 11, poule 10.
Standard américain (encore suivi en Angleterre):
- Coqs adultes
  - Catégorie A - jusqu'à 350 grammes
  - Classe B - jusqu'à 500 grammes
  - Classe C - jusqu'à 600 g
- Poules adultes
  - Catégorie A - jusqu'à 325 grammes
  - Classe B - jusqu'à 425 g
  - Classe C - jusqu'à 500 grammes

Cette race est extrêmement familière. Les sujets classe B (ou C) sont normalement fertiles. Les sujets A peuvent présenter des problèmes de fertilité (environ 10 %). Des sujets B ou C peuvent donner des poussins de toutes les tailles A, B ou C. Les C ne sont pas reconnus en Europe

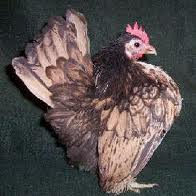
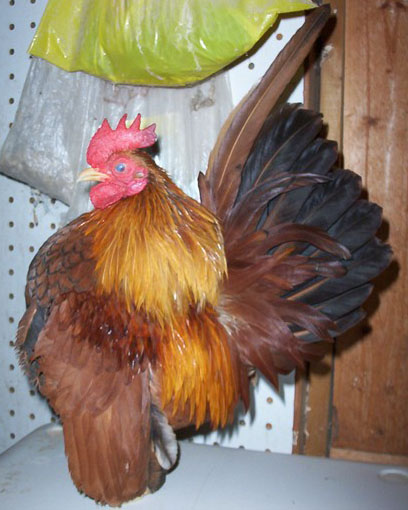
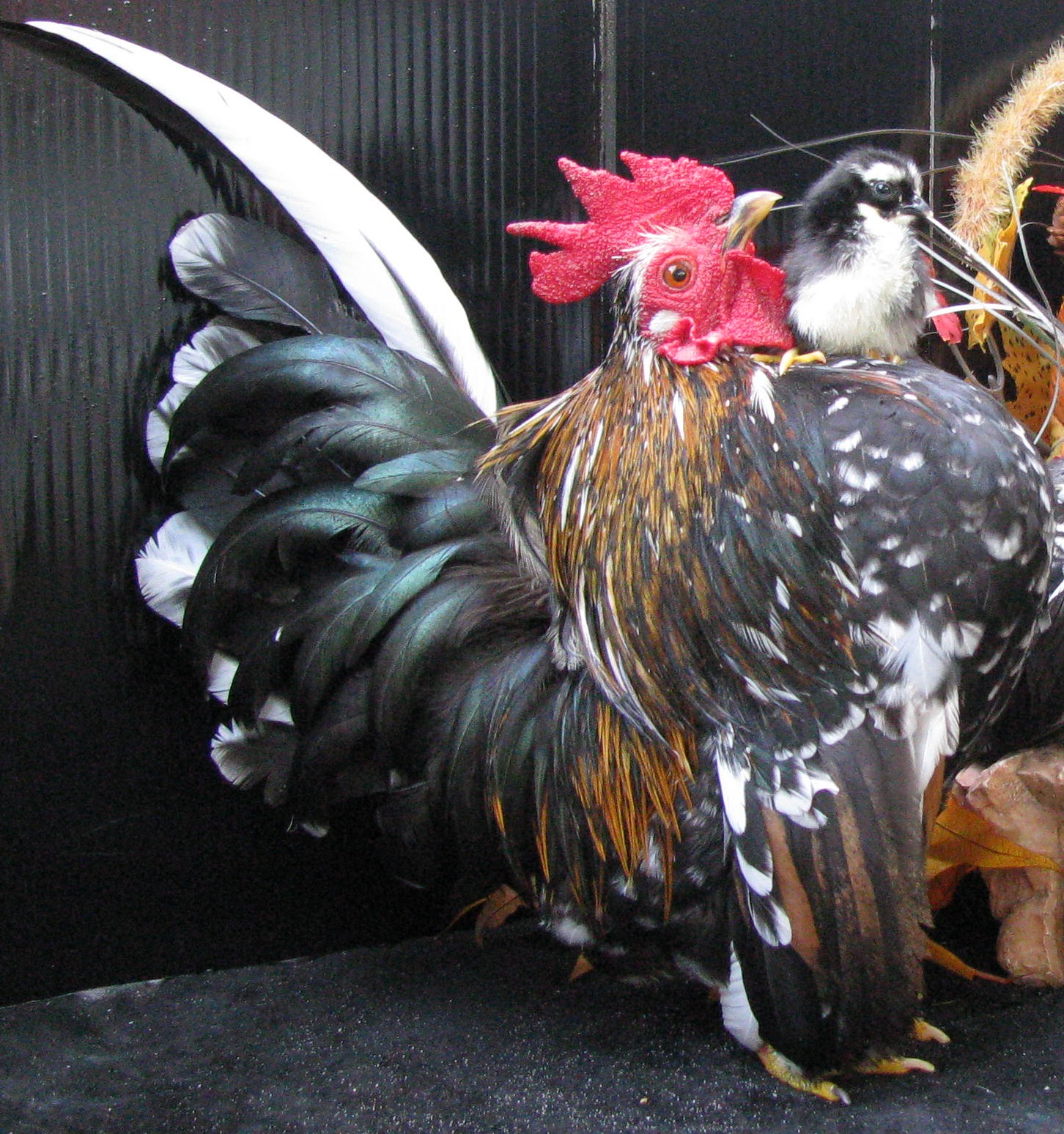
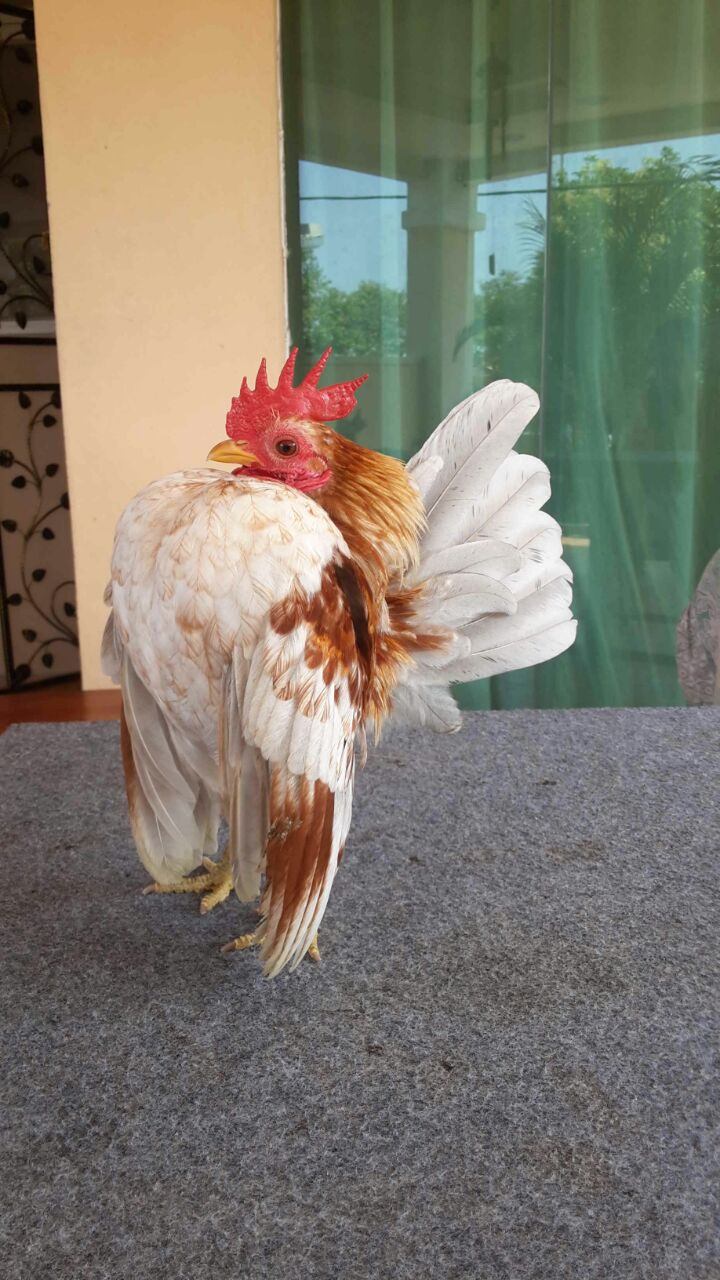
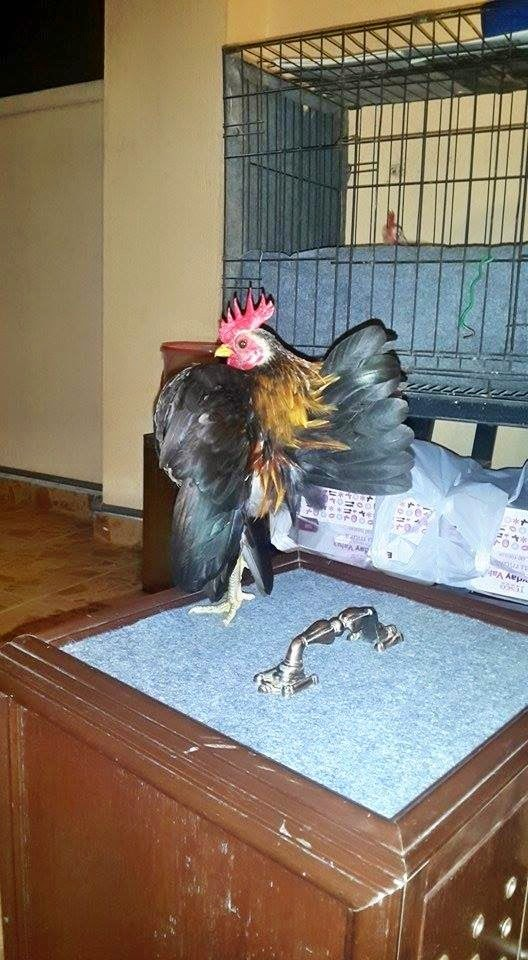
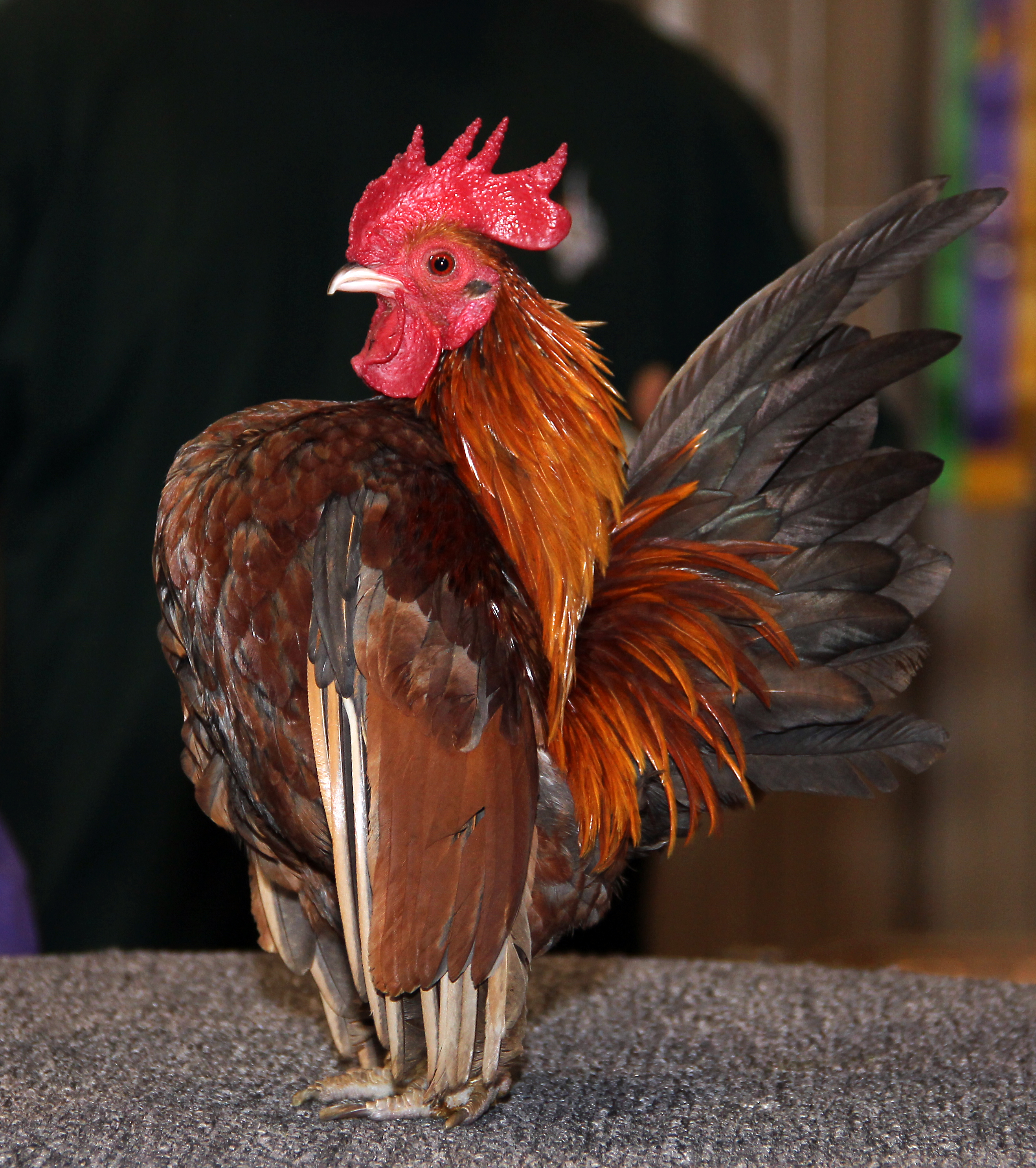